# Global.Lab

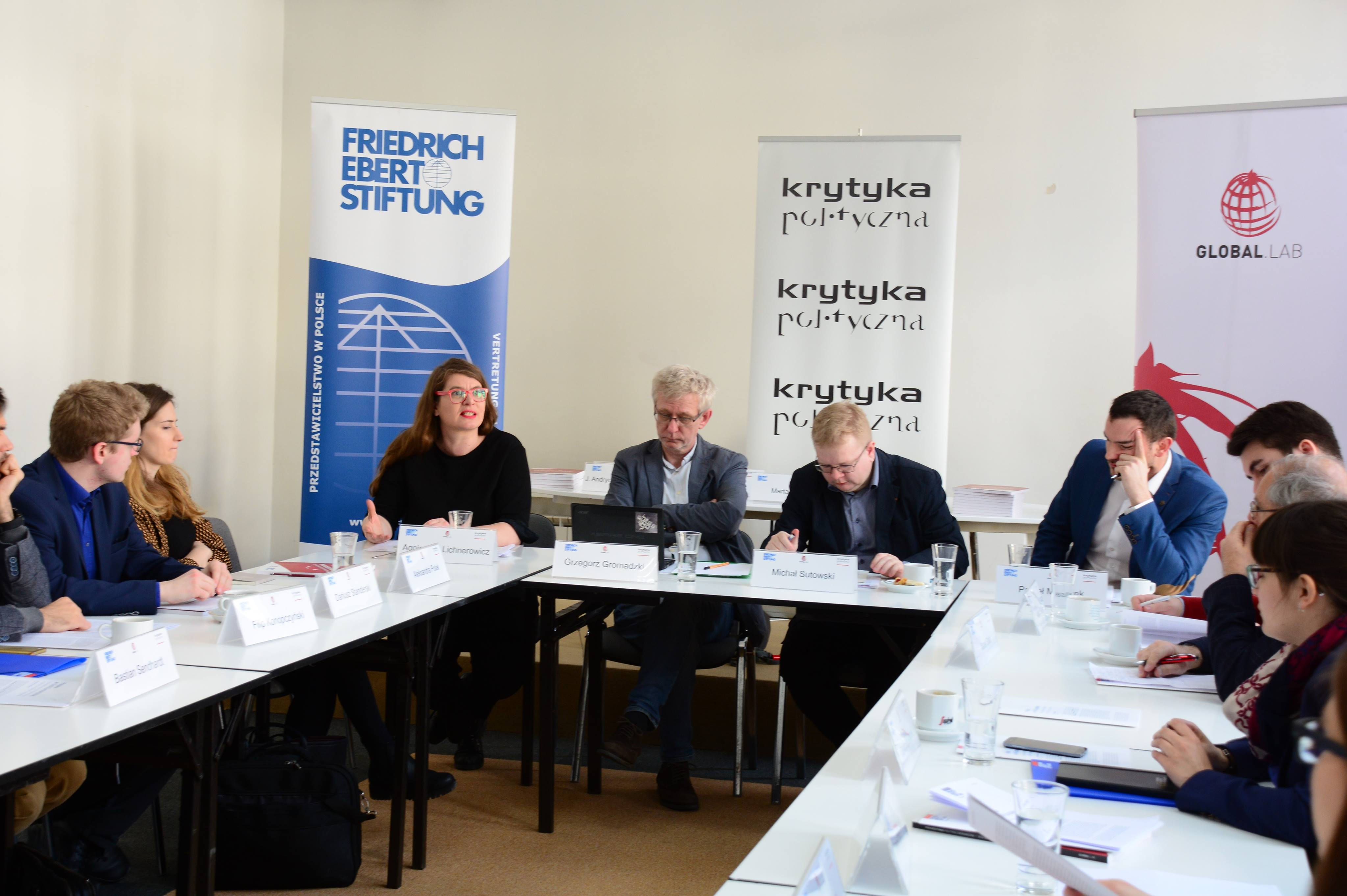
Agnieszka Lichnerowicz, Grzegorz Gromadzki, Michał Sutowski, Paweł Musiałek podczas debaty Global.Lab

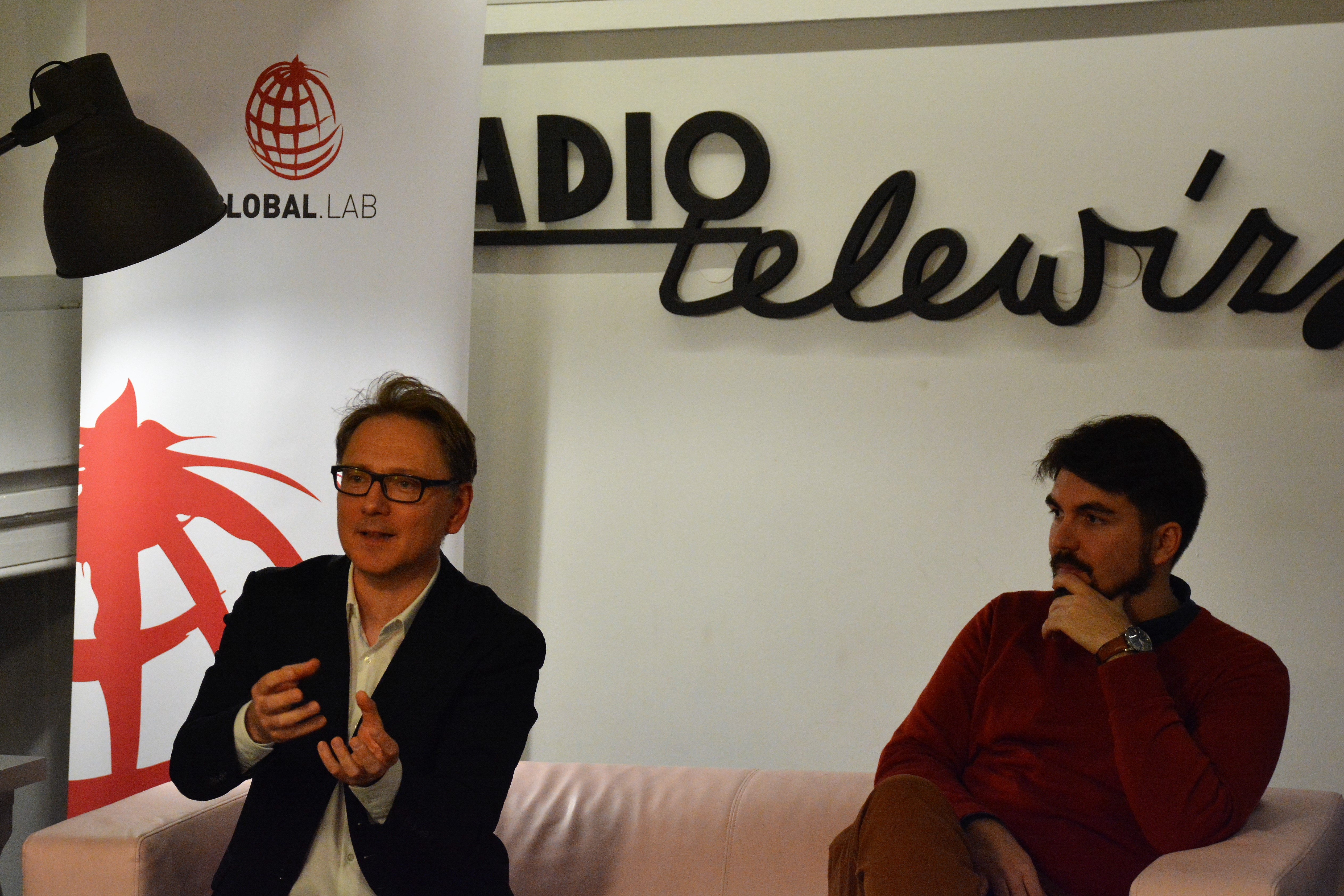
Sebastian Płóciennik, Adam Traczyk

Global.Lab – polski pozarządowy i niezależny ośrodek analityczno-badawczy typu think tank skupiający się na sprawach międzynarodowych, zarejestrowany w 2015 jako fundacja.

## Działalność
Fundacja Global.Lab zajmuje się upowszechnianiem wiedzy na temat globalnych problemów politycznych, społecznych, ekonomicznych i ekologicznych. Podejmuje zagadnienia zarówno europejskie, jak i pozaeuropejskie. Dąży do wspierania rozwoju polskiego społeczeństwa obywatelskiego i świadomości społecznej na temat współczesnych stosunków międzynarodowych. Skupia się na problematyce praw człowieka, różnorodności kulturowej oraz zrównoważonego rozwoju.
Prezesem Global.Lab jest Adam Traczyk, zaś wiceprezeską Dominika Gmerek. Z Fundacją współpracuje m.in. Piotr Łukasiewicz.
Cele realizuje poprzez działalność badawczą, ekspercką, edukacyjną, organizację konferencji, warsztatów, seminariów oraz szkoleń, wydawanie publikacji i tłumaczeń, w tym we współpracy z polskimi i zagranicznymi organizacjami (m.in. Fundacja im. Friedricha Eberta).
Wyniki projektów publikowane są w formie książek i raportów. Szerokim echem odbił się raport Mateusza Bajka o metodach manipulowania wynikami wyborczymi na Białorusi oraz opisywane przez niego metody działania rosyjskich trolli.

## Publikacje
- Stanisław Dąbrowski, LNG w Rosji: Olbrzym jest karłem, Warszawa: Global.Lab, 2015, ISBN 978-83-65285-03-4. Dostępne online.
- Piotr Łukasiewicz, Omar żywy i martwy: Afganistan po ogłoszeniu śmierci mułły Omara, Warszawa: Global.Lab, 2015, ISBN 978-83-65285-00-3 Dostępne online.
- Piotr Łukasiewicz, Państwo Islamskie w Afganistanie, Warszawa: Global.Lab, 2015, ISBN 978-83-65285-02-7 Dostępne online.
- Mateusz Bajek, Jak oszukuje się białoruskich wyborców – relacja polskiego obserwatora, Warszawa: Global.Lab, 2016, ISBN 978-83-65285-04-1. Dostępne online.
- Adam Traczyk, Dominika Gmerek (red.), Progresywna polityka zagraniczna, Warszawa: Global.Lab, 2017, ISBN 978-83-65285-06-5. Dostępne online.
- Aleksandra Polak, Michał Sutowski, Anna Skrzypek, Adam Traczyk, Europa będzie się wykuwać w kryzysach? Scenariusze integracji w czasach polikryzysu, Warszawa: Global.Lab, Fundacja im. Friedricha Eberta, 2017, ISBN 978-83-65285-05-8. Dostępne online.
- Adam Traczyk, Dominika Gmerek, Impulsy dla Europy. W kierunku solidarnej i socjalnej Unii Europejskiej, Warszawa: Global.Lab 2018. Dostęp online.